# Escuela Benjamín Harrison
La Escuela Benjamín Harrison de Cayey (Benjamin Harrison School) es la escuela más antigua (1902) del sistema de educación pública en el pueblo de Cayey. La influencia de la misma es enorme en el pueblo de Cayey al llevar más de un siglo ofreciendo servicios a la ciudadanía. Aparece en el Inventario de Escuelas Históricas de las primeras décadas del siglo XX de Puerto Rico por lo que el gobierno de Puerto Rico hace esfuerzos por conservación.
Actualmente funge como una escuela superior vocacional del sistema de educación público de Puerto Rico. Sirve a poco más de 750 estudiantes. Estos provienen en su mayoría de zonas rulares de los pueblos colindantes de Abonito, Caguas, Cidra, Guayama y Salinas.

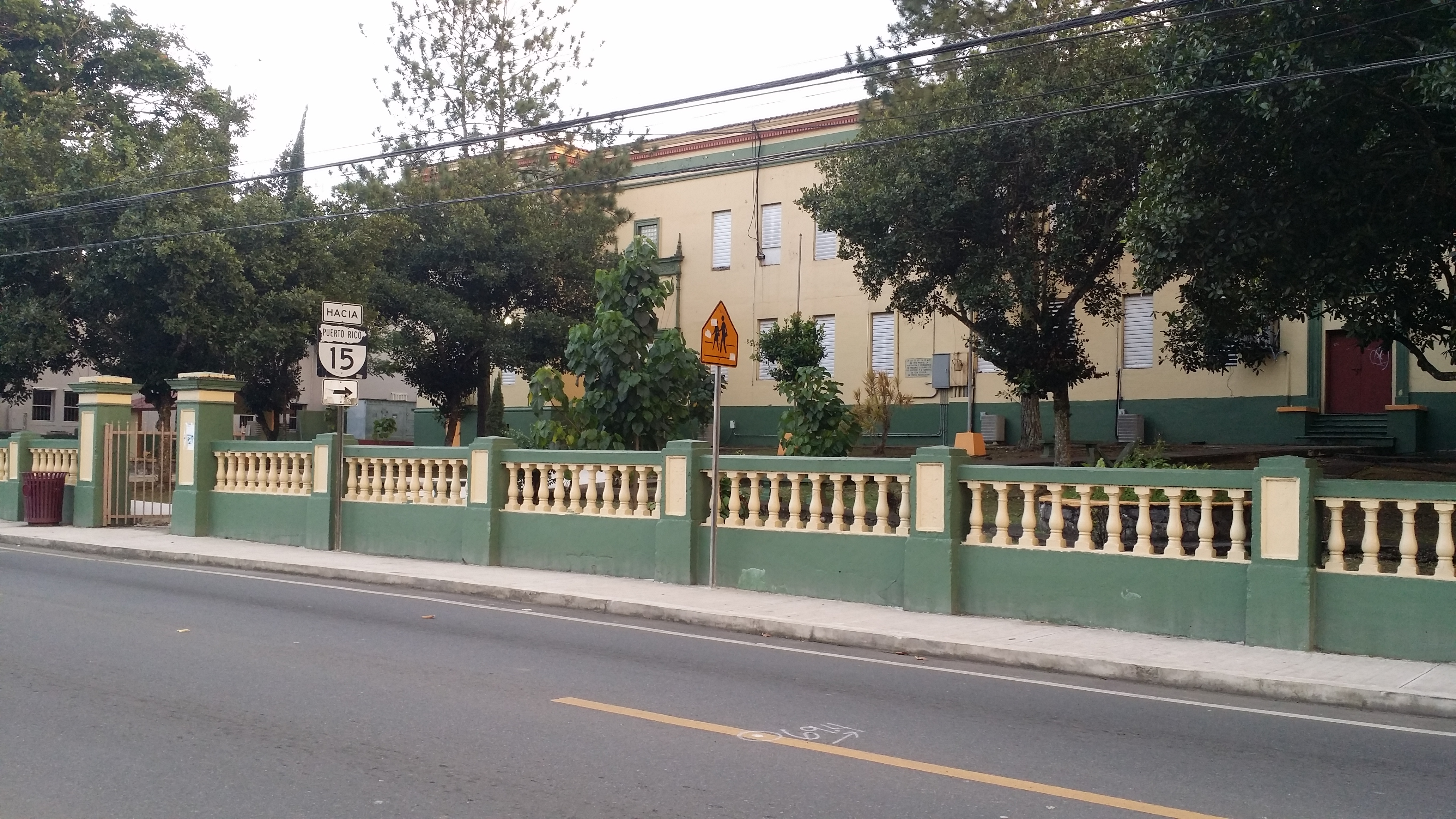
Frente del Edificio Histórico de la Escuela Benjamín Harrison

## Facilidades
La escuela cuenta con 73 salones distribuidos en dos áreas físicas muy definidas, el área principal que alberga el Edificio Histórico y la el área de los Talleres. Tiene un amplio salón comedor con su cocina, cancha de baloncesto, dos oficinas administrativas, oficinas de servicios al estudiante y biblioteca escolar con acceso a internet y recursos tecnológicos.

## Ofrecimientos Ocupacionales
Los ofrecimientos ocupacionales de la Escuela Benjamin Harrison están clasificados dentro de 16 Conglomerados de Carreras Nacionales  (National Career Clusters)  reconocidos por la Oficina de Formación Profesional y Educación de adultos (OVAE por sus siglas en inglés) y aceptados por la Asociación Nacional de Directores Estatales del Consorcio de Educación Técnica Profesional (NASDCTEc por sus siglas en inglés). Actualmente la escuela cuenta con 12 ofrecimientos vocacionales en los que figuran:
- Mecánica de motores pequeños y Marinos
- Barbería y Estilismo
- Mecánica del automóvil
- Perito electricista
- Dibujo Arquitectónico
- Diseño de Alta modas
- Diseño y Fabricación de Proyecto (Anteriormente Ebanistería)
- Pre ingeniería Técnico de electrónica
- Oficinista de contabilidad
- Información Tecnológica
- Enfermería práctica
- Asistente de Salud en el Hogar
- Hospitalidad y turismo en artes culinarias
- Refrigeración
- Representante de Ventas y Servicios Empresariales (Anteriormente Mercadeo)
- Salud Animal

## Organizaciones Estudiantiles
La escuela Benjamin Harrison cuenta con diversas organizaciones estudiantiles para fomentar el desarrollo educativo y social de los estudiantes. Entre ellas están:
- CLUB D.E.C.A. Gerencia y empresarismo
- CLUB F.C.C.L.A. - Programa de educación para la familia y el consumidor
- CLUB F.L.C.A.- Educación comercial
- H.O.S.A. - Enfermería y asistente de manejo de información de salud
- Skill USA - Talleres vocacionales industriales
- Environmental Scientist Research Club
- Club Naciones Unidas
- Club de Biblioteca
- Club periodístico El Nuevo Vocadémico

## Facultad Año Escolar 2018-2019
- Facultad Vocacional
  - Profesores de los ofrecimientos ocupacionales
    - Mecánica de motores pequeños, Walberto Garcia Rodriguez
    - Mecánica del automóvil-Rafael Reyes Arzola
    - Perito electricista-Geraldo López Ramírez
    - Ebanistería-Eddie González De Jesús
    - Delineante-Jimmelizabeth Soliván Vega
    - Diseño de modas y corte y confección de ropa-Stephanie Santos Martínez
    - Técnico de electrónica-York E. Jacobs López
    - Oficinista de contabilidad-Nancy Rosario Gutiérrez
    - Información Tecnológica-Irma Torres Meléndez
    - Enfermería práctica-Ana Rodríguez Rivera
    - Asistente de manejo de información de salud-Brenda Pérez Ramos
    - Hospitalidad y turismo en artes culinarias-Yolanda Peña Morales
    - Mercadeo Grados 11 y 12 - Víctor González Berríos
    - Profesoras de Comercio
      - Myrta Del Valle Rodríguez
      - Evelyn Rosado Rivera
- Facultad Académicos
- Facultad de Inglés 
  - Liz Badillo Rivera
  - Joyce P. Nelson Santiago
  - Sandy González Figueroa
  - Jonathan A. Avilés Reyes
- Facultad de Español
  - Wina Flores Ortiz
  - Mariely Dones Díaz
  - Jorge Pagán Pedrogo
  - Marilyn Rivera Díaz
  - Doris Ortiz Sandoval
- Facultad de Ciencias
  - Jonannie Del Toro Sánchez
  - María Feliciano Torres
  - Myrna Figueroa Bermúdez
  - Doris Galloza Millán
  - Sonia E. Rivera Soto
- Facultad de Matemáticas
  - Alberto Rodríguez González
  - Maleny Soto Maldonado
  - Karen Santos Vázquez
  - Jocelyn Hernández Colón
  - Esther Escudero Rivera
- Facultad de Historia
  - Maximino Torres Ortíz
  - Maricellie Vázquez Soliván
  - Andrés Cartagena Troche
- Facultad de Educación Especial
  - José Bermúdez Cartagena
  - María Colón Rivera
  - Giselle López Martínez
  - Jahaira M. López Santiago
  - Yajaira López Sosa
  - Katiria Rosa Rivera
  - Jessica Soliván Soto
  - Yinelis Vázquez Cotto
  - Lilliana Vazquéz Meléndez
- Bibliotecaría
  - Felicita Malavé López
- Trabajadora Social
  - Norma González Ramos
- Consejera
- Educación Física
  - Benjamin Rosa Ortiz
  - José Vicente Martínez
- Bellas Artes
  - Sheila Ríos Vélez

## Facultad Año Escolar 2023-2024
- Facultad Vocacional
  - Profesores de los ofrecimientos ocupacionales 2018-2019
    - Mecánica de motores pequeños
    - Mecánica del automóvil-Rafael Reyes Arzola
    - Perito electricista-Geraldo López Ramírez
    - Ebanistería-Eddie González De Jesús
    - Delineante-Jimmelizabeth Soliván Vega
    - Diseño de modas y corte y confección de ropa-Stephanie Santos Martínez
    - Técnico de electrónica-York E. Jacobs López
    - Oficinista de contabilidad- Edlyn Reyes
    - Información Tecnológica-Iris Burgos Torres
    - Enfermería práctica- Liza Rodriguez Cruz
    - Asistente de Salud en el Hogar- Maria S. Cintron Medina
    - Hospitalidad y turismo en artes culinarias-Yolanda Peña Morales
    - Mercadeo Grados 11 y 12 - Víctor González Berríos
    - Profesoras de Comercio
      - Myrta Del Valle Rodríguez
- Facultad de Inglés 
  - Joyce P. Nelson Santiago
  - Sandy González Figueroa
  - Jonathan A. Avilés Reyes
- Facultad de Español
  - Wina Flores Ortiz
  - Mariely Dones Díaz
  - Jorge Pagán Pedrogo
  - Marilyn Rivera Díaz
  - Doris Ortiz Sandoval
- Facultad de Ciencias
  - Jonannie Del Toro Sánchez
  - María Feliciano Torres
  - Myrna Figueroa Bermúdez
  - Doris Galloza Millán
  - Sonia E. Rivera Soto
- Facultad de Matemáticas
  - Alberto Rodríguez González
  - Maleny Soto Maldonado
  - Karen Santos Vázquez
  - Jocelyn Hernández Colón
  - Esther Escudero Rivera
- Facultad de Historia
  - Maximino Torres Ortíz
  - Maricellie Vázquez Soliván
  - Andrés Cartagena Troche
- Facultad de Educación Especial
  - José Bermúdez Cartagena
  - María Colón Rivera
  - Giselle López Martínez
  - Jahaira M. López Santiago
  - Yajaira López Sosa
  - Katiria Rosa Rivera
  - Jessica Soliván Soto
  - Yinelis Vázquez Cotto
  - Lilliana Vazquéz Meléndez
- Bibliotecaría
  - Felicita Malavé López
- Trabajadora Social
  - Norma González Ramos
- Consejera
- Educación Física
  - Rivera Ortiz, Axel J
  - José Vicente Martínez
- Bellas Artes
  - Danza, movimiento y expresión corporal
    - Saimara Aviles Cólon

  - Musica

## Historia
Luego de la ocupación de Puerto Rico por los Estados Unidos de América e identificar el analfabetismo como uno de los problemas principales de la isla, el gobierno desarrollo entre otras medidas, un programa de construcción de escuelas.

La contratación de la construcción de Escuela Benjamin Harrison fue hecha el 13 de diciembre del 1901 a un costo de $8,150.00. La misma consistía en un edificio en concreto de cuatro salones (Four Room Building Brick). . Según Earl C. Kaylor los encargados del diseño del edificio escolar fueron el arquitecto Charles G. Post, y el delineante puertorriqueño Angel A. Bullega. El contratista fue Carlos Ereña . Se terminó de construir para el 23 de octubre de 1902 a un costo de $8600.00 $450.00 más de lo estimado inicialmente.
La escuela Benjamin Harrison funciona como escuela Preuniversitaria o Superior desde el año 1918 ofreciendo cursos académicos y comerciales hasta el 1952. Fue en ese año que se empezaron a ofrecer los primeros cinco talleres a, saber Mecánica de auto, Plomería, Electricidad, Costura Industrial y Costura Doméstica.

Para fines de la década de los 60 y principio de los 70 la escuela tenía serios problemas con la planta física y un gran problema de hacinamiento estudiantil.  Solo para el año escolar 1970-1971 la escuela contaba con una matrícula de 1609 estudiantes . Por tales razones para el 1969 los estudiantes y miembros de la comunidad organizaron una serie de demostraciones exigiendo una nueva escuela.
Para el año escolar 1969-1970 como consecuencia directa a estas exigencias, se decidió trasladar la matrícula del Cursos General y de Educación Distributiva a unos edificios de asbesto ubicada en los antiguos terrenos de Campamento Henry Barrack. La matrícula de los cursos de Oficios y Comercios permaneció en nuestras facilidades. Sin embargo esta separación no debía ser permanente como se desprende de mensaje del director que aparece en el anuario escolar del 1970 cuando hablando de lo que espera de las futuras clases graduandas es que “trabajen y se desarrollen en un solo, permanente y solido núcleo escolar unidos todos los programas”
Para el 1972, en un cambio de estrategia, el Departamento de Instrucción Pública asigna el estatus de la Escuela Benjamin Harrison como Escuela Superior Vocacional. Esto significaba que la escuela Benjamín Harrison tendría ahora más de 11 ofrecimiento vocacionales. Entre los ofrecimientos que se añadieron estuvieron: Radio y Televisión, Refrigeración y Electromecánica. Simultáneamente el Departamento de Instrucción Pública optó por convertir las facilidades que utilizaba la Escuela Benjamin Harrison en los antiguos terrenos del Campamento Henry Barrack en una la segunda Escuela Superior de Cayey. Esta escuela llegó a conocerse como la Escuela Superior Sector Campamento.

Para el año 1974 la escuela pasó a ser una Escuela Superior Vocacional de Área, lo que implicaba dar servicios a los pueblos del área central de Puerto Rico que comprendían los municipios de Abonito, Caguas, Cidra, Guayama y Salinas.

En respuesta a los modernos avances tecnológicos la escuela se transforma, en agosto de 1990 como el 1.er. Centro Educativo de Tecnología Avanzada de Puerto Rico. Tres años después (1993), a través del Instituto de Reforma Educativa y en virtud de la Ley 18 de 16 junio de ese mismo año, la escuela se convierte en Escuela de la Comunidad.

Un dato histórico de importancia se añade cuando, en el 15 de octubre de 1964, se funda en la escuela la reconocida agrupación puertorriqueña, La Tuna de Cayey, distinguida por ser promotora de la cultura navideña puertorriqueña. Sus inicios se debieron al interés de maestros y estudiantes que desarrollaron el concepto musical hace más de cincuenta y cinco años. Todavía esta institución artística sigue viva llevando la tradición a lo largo y ancho de la isla y el exterior.

## El Emblema de la Escuela
El Emblema de la Escuela Benjamin Harrison es una Flameante “Acantada” Antorcha “Bacca Laureada” de Grandes Ínfulas . Este símbolo, conocido como Guirnalda con antorcha de Luis XVI, se remonta al impresionante pedigrí del famoso arquitecto inglés Robert Adam. El mismo se puede observar en la parte frontal del Edificio Histórico de la escuela como un relieve.

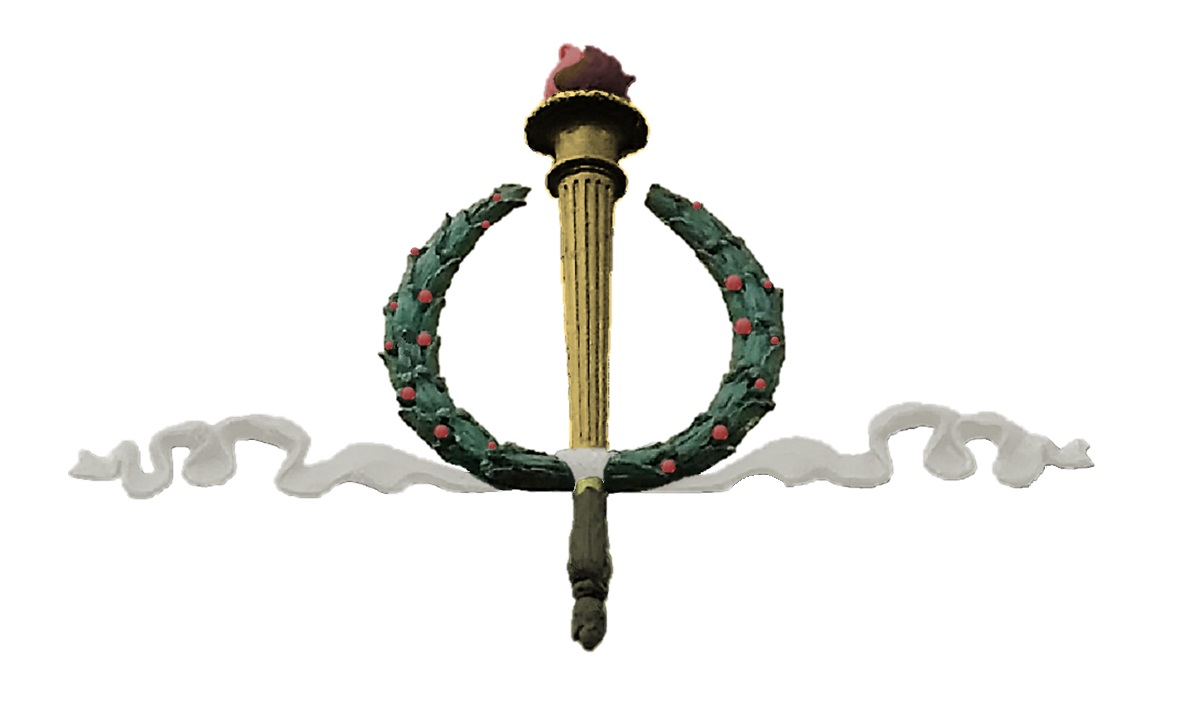
Flameante Acantada Antorcha “Bacca Laureada” de Grandes Ínfulas. Emblema de la Escuela Benjamin Harrison de Cayey, Puerto Rico

La Antorcha es el símbolo de iluminación espiritual y conocimiento por excelencia, pero las antorchas flamantes o flameantes, como antiguamente se decía se han usado específicamente para simbolizar el conocimiento sobre la cultura, la ciencia y el saber en general. Sin embargo el final del bastón de la Antorcha está envuelto por hojas de Acanto. Según la creencia popular las hojas de Acanto tenían el poder mágico de impedir el paso a los malos espíritus y según las creencias de Grecia clásica, eran símbolo por excelencia de la vida eterna. Significando así que la iluminación espiritual junto con el conocimiento adquirido en la escuela deberá proteger a sus graduados contra los “malos espíritus” o malos pensamientos y encaminarlos hacia una vida mejor. Acompaña la antorcha una corona de laureles, símbolo de victoria, por los logros de cumplir y superar las exigencias educativas y así alcanzar victoriosos un grado de iluminación singular. Pero la corona de laureles tienes sus frutos, unas bayas carmesís o bacas, como se acostumbraba en la Edad Media, con la cual se indica que se han cuajado el fruto de los estudios y del afán por aprender de los aquí graduados. Finalmente, la antorcha está atada con un cendal flotante de largos cabos o giras. Giras, como las que ataban los heraldos y caballeros españoles en sus yelmos, para recordar las luchas de sus heroicas gestas. La cinta tremolante no lleva lema, divisa, mote o grito de guerra. Son como las ínfulas que vestían antiguamente algunos sacerdotes por lo que debieran recordar la función sacramental de la escuela junto con sus gestas heroicas.

## Arquitectura
El diseño original de la escuela era una planta rectangular de dos pisos con techo en dos aguas, muy similar a la Escuela Graduada Washington de Guayama.

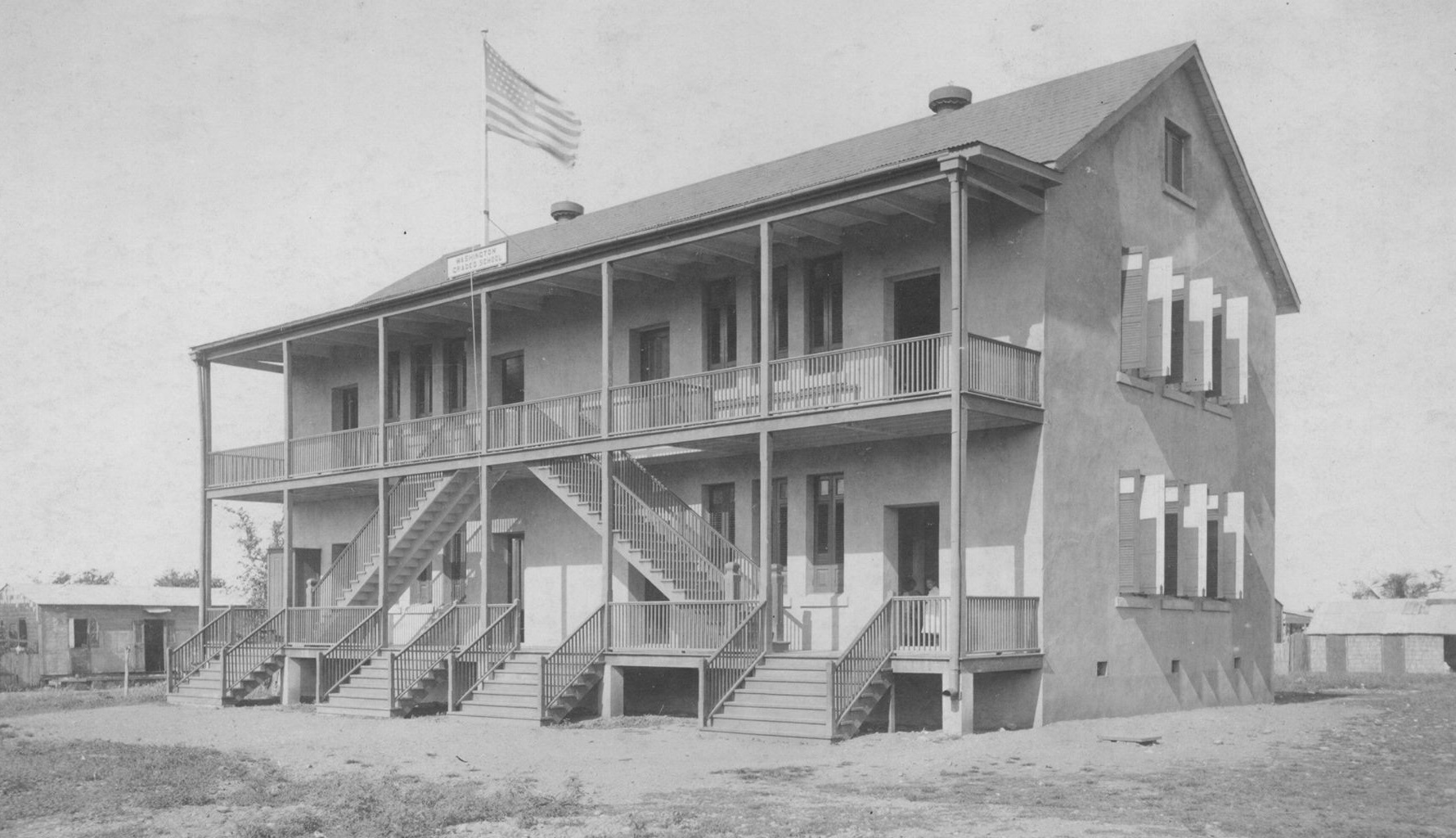
La Escuela Benjamin Harrison tenía una arquitectura similar a la Escuela Graduada Washington de Guayama Puerto Rico.

Constaba de cuatro salones de clases, un sótano y una buhardilla. La buhardilla es un piso extra que se forma para aprovechar el espacio que hay en los techos inclinados. Tenía en el frente dos grandes escalinatas que daba a un amplio balcón conectando a los dos salones superiores. La planta baja o primer piso disponía un “Carcade” o corredor que conectaba al patio del frente mediante cuatro escalinatas. La escuela tenía un amplio patio trasero para los estudiantes donde también ubicaban facilidades sanitarias (letrinas), para las niñas y los niños. 

## Alumnos destacados
- Gloria E. Baquero Lleras
- Danny Ortiz
- Miguel Pereira Castillo
- Joseph O. Prewitt